# 玛利亚·埃曼努埃尔
玛利亚·埃曼努埃尔（德語：Maria Emanuel，1926年1月31日—2012年7月23日），生于德国雷根斯堡，迈森藩侯，韋廷王朝阿爾貝系族长，萨克森王國王位继承人。
玛利亚·埃曼努埃尔是迈森藩侯腓特烈·克里斯蒂安与图恩和塔克西斯公主伊丽莎白·海伦的长子。父亲腓特烈·克里斯蒂安在1968年去世后，他成为韋廷王朝阿爾貝系族长，萨克森王國王位继承人，称“迈森藩侯”。
玛利亚·埃曼努埃尔1944年被盖世太保拘捕，拘留在德累斯顿的一所监狱中，差点被判处死刑。1962年，玛利亚·埃曼努埃尔与安哈尔特公主阿娜斯塔西娅（Anastasia）结婚，没有子嗣。他立自己的外甥，妹妹安娜之子亚历山大·德·阿菲夫（Alexander de Afif）为他的继承人，授予他“萨克森-盖萨夫亲王”（Prinz von Sachsen-Gessaphe）的称号。这遭到了部分韋廷王朝阿爾貝系成员的反对，因为这违反了只有男系后代才能继位的薩利克繼承法。